# Марловаць
45°23′ пн. ш. 15°32′ сх. д. / 45.38° пн. ш. 15.54° сх. д.
Марловаць (хорв. Marlovac) — населений пункт у Хорватії, у Карловацькій жупанії у складі громади Барилович.

## Населення
Населення за даними перепису 2011 року становило 10 осіб.
Динаміка чисельності населення поселення: